# الجم
الجمّ، هي مدينة تونسية تقع في جهة الساحل وتتبع إداريا ولاية المهدية.
تبعد حوالي 205 كلم من مدينة تونس، 65 كلم من مدينة سوسة، 64 كلم من مدينة صفاقس، و41 كلم من مدينة المهدية، و70 كلم من مدينة المنستير. تضم البلدة إحدى أكبر المدرجات الرومانية وهو قصر الجمّ المدرج ضمن مواقع التراث العالمي لليونيسكو.
اشتهرت المدينة تاريخيا بالتجارة، زيت الزيتون، إنتاج الملابس الجاهزة والجلود، إنتاج الفسيفساء. وتساهم بشكل كبير في إنعاش الاقتصاد التونسي.

## التاريخ
بنيت مدينة ثيسدروس [الإنجليزية] الرومانية مثل جميع المستوطنات الرومانية تقريبًا في تونس القديمة على أطلال المستوطنات البونيقية السابقة. ازدهرت ثيسدروس [الإنجليزية]  في مناخ أقل جفافا مما هو عليه اليوم كمركز مهم لإنتاج زيت الزيتون وتصديره. وكانت مقرًا لأبرشية مسيحية مدرجة في قائمة الكنيسة الكاثوليكية للكراسي الشرفية.
بحلول أوائل القرن الثالث عندما بُني مَسْرَح الجَمّ، تنافست تيسدروس مع حضرميتوم (مدينة سوسة اليوم) باعتبارها ثاني مدينة في شمال إفريقيا الرومانية بعد قرطاج. ومع ذلك بعد التمرد الفاشل الذي بدأ هناك في عام 238 م وانتحار جورديان الأول في منزله بالقرب من قرطاج  نهبت القوات الرومانية الموالية للإمبراطور ماكسيمينوس ثراكس المدينة. تظهر مدينة الجم على خريطة بوتينجر التي تعود للقرن الرابع.

## التوزع الديمغرافي
حسب إحصائيات المعهد الوطني للإحصاء لسنة 2004، بلغ عدد سكان مدينة الجم 18302 نسمة.

## الثقافة
ينظم في المدينة سنويا المهرجان الدولي للموسيقى السمفونية وتدور فعالياته في قصر الجم.

## الرياضة
ينشط في المدينة النجم الرياضي بالجم.

## معرض صور

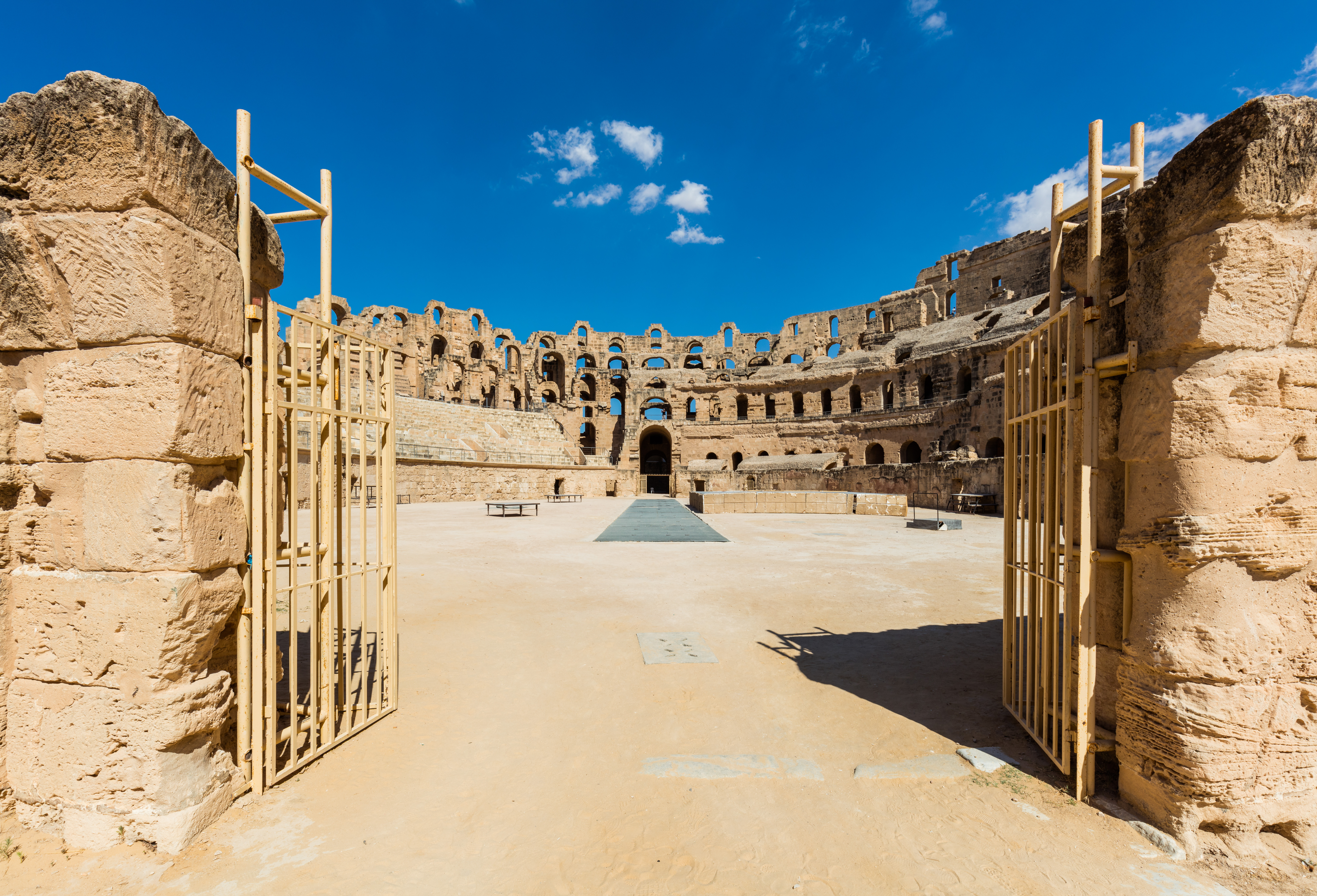
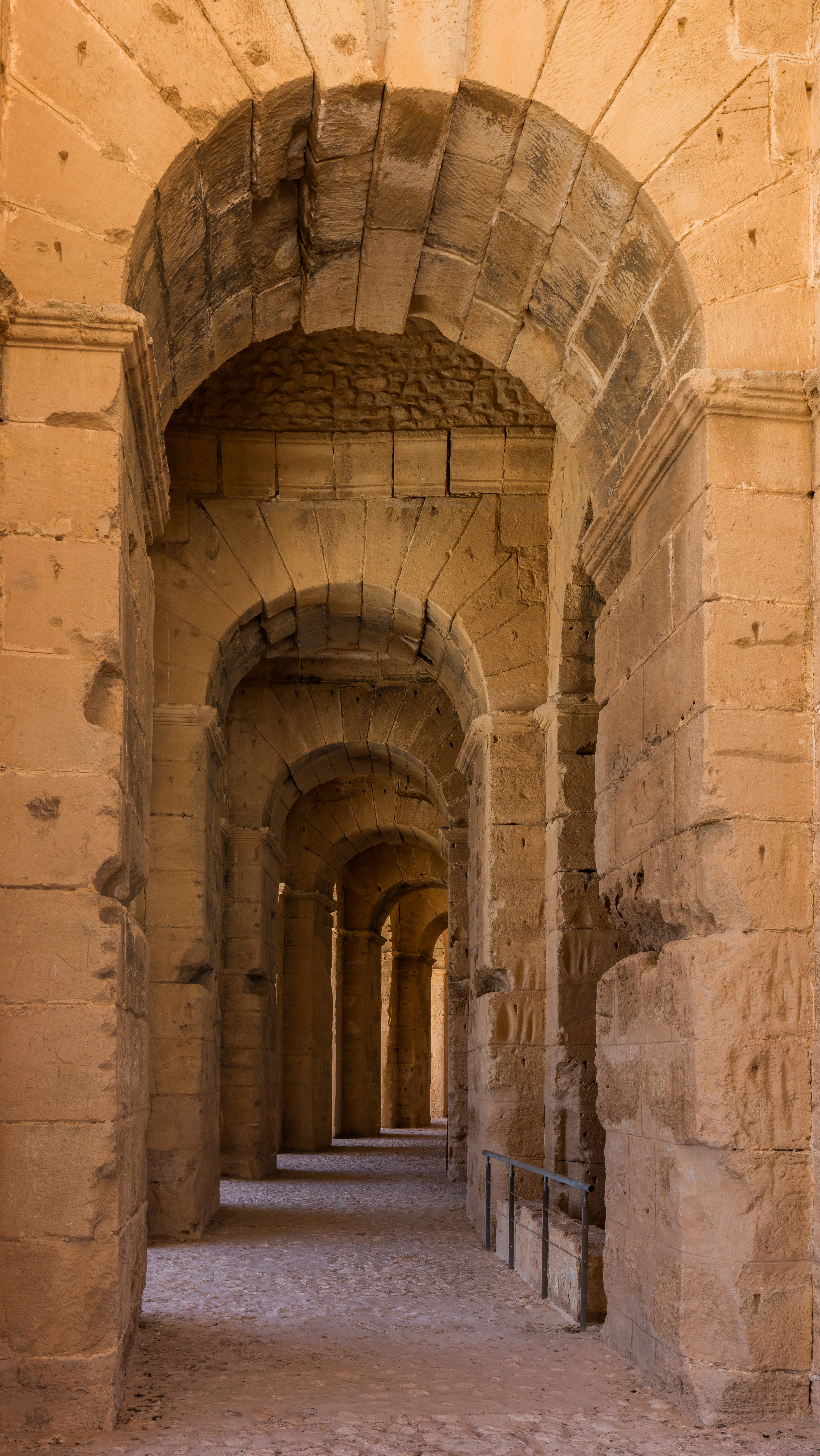
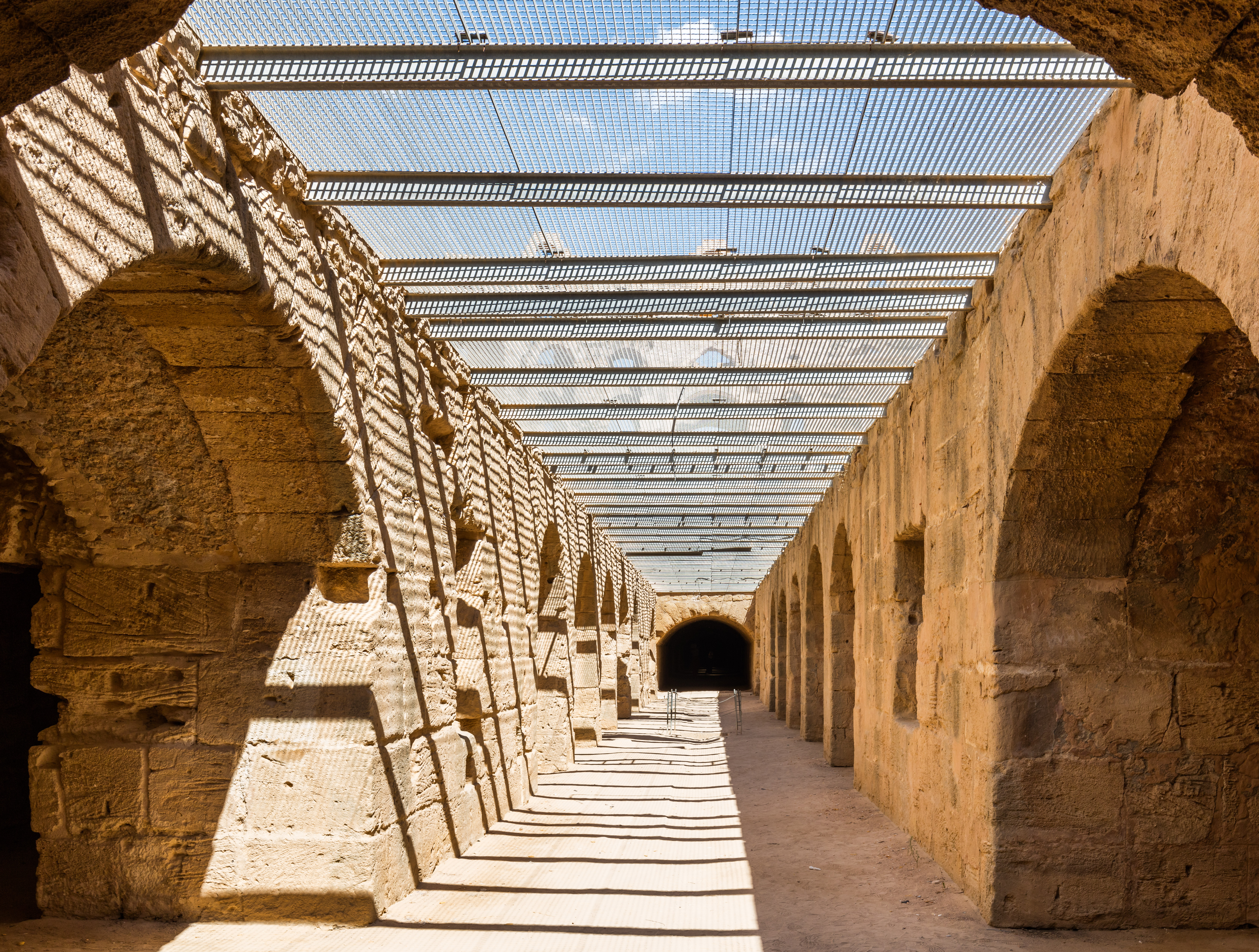
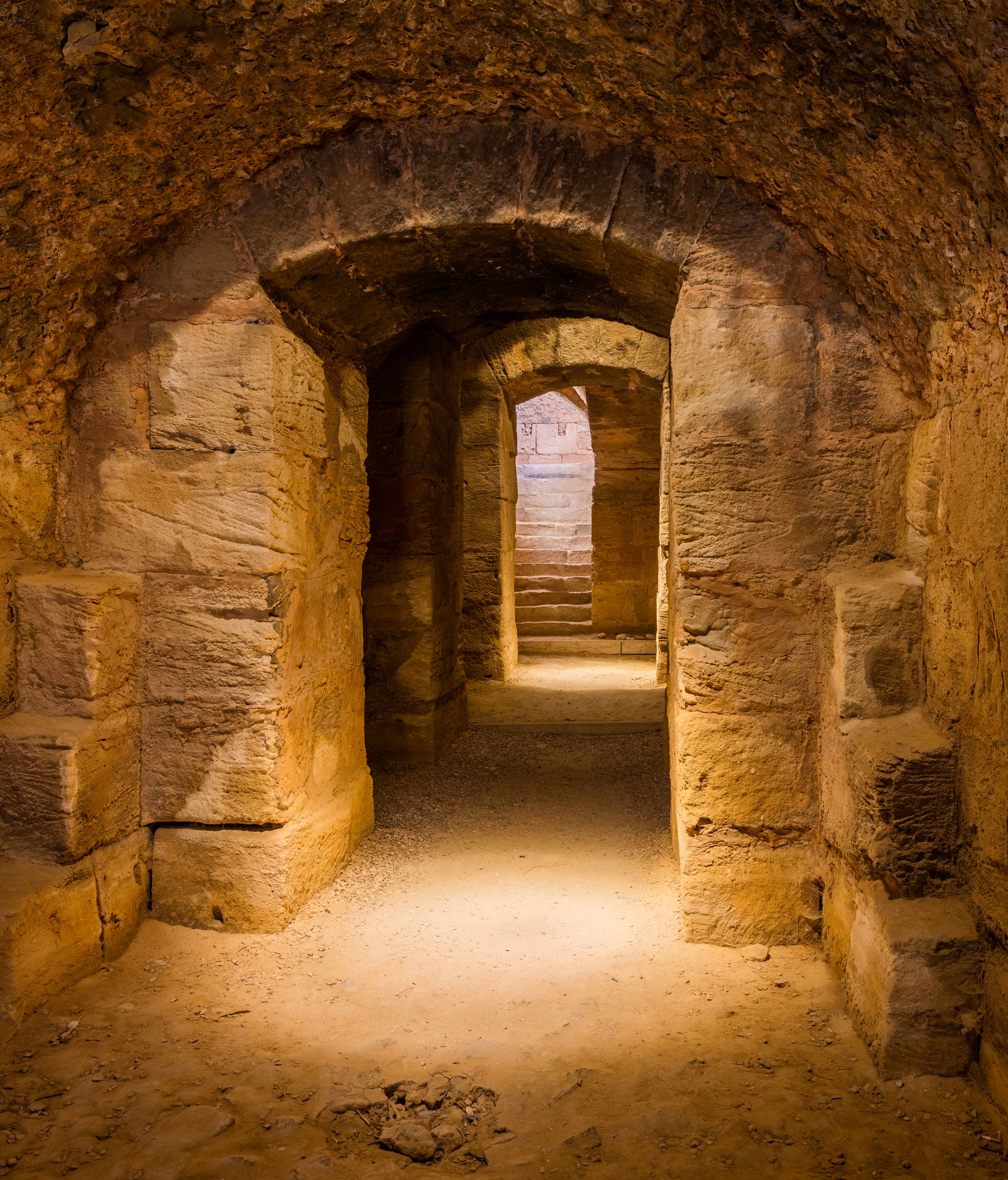
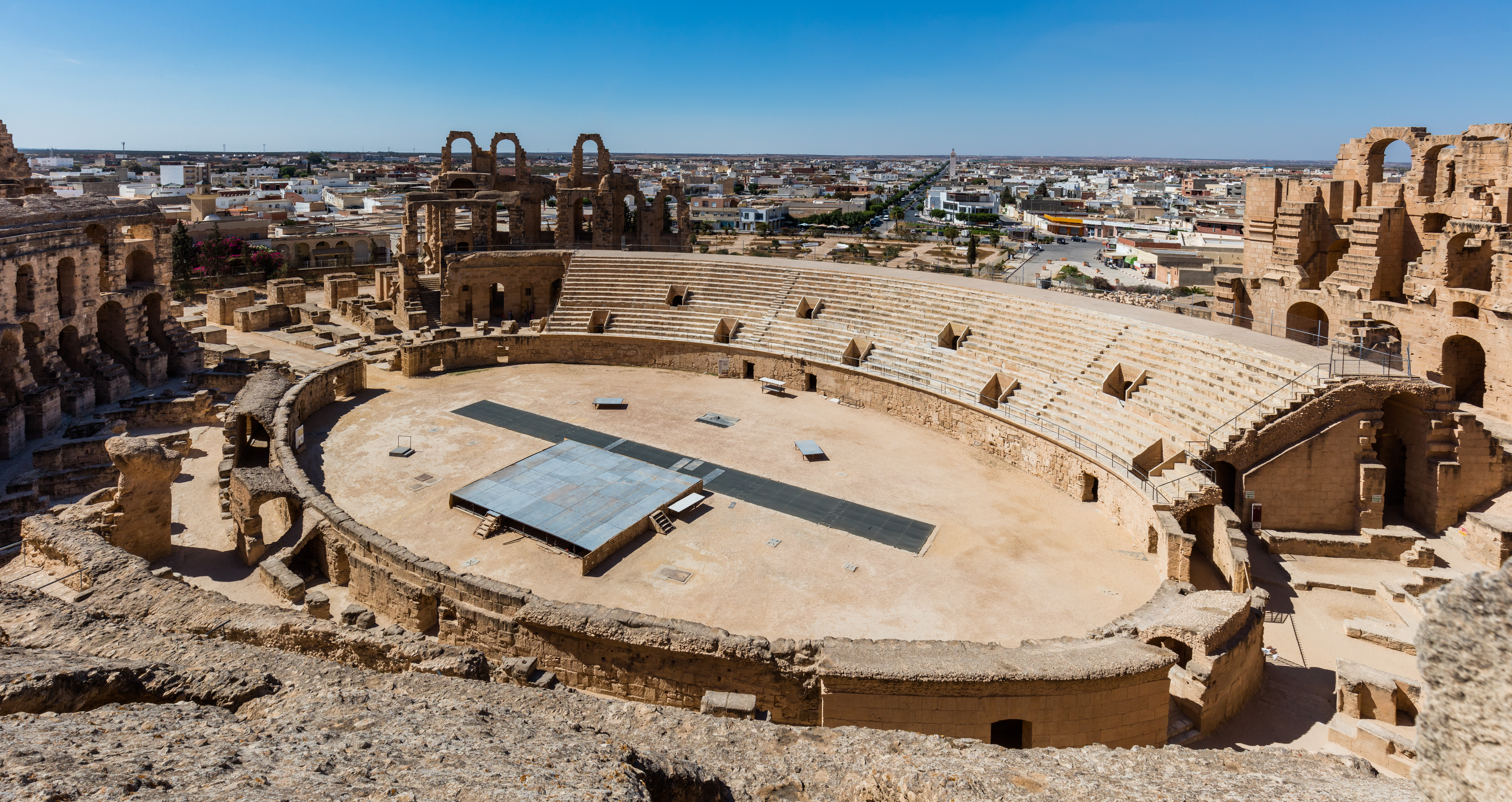
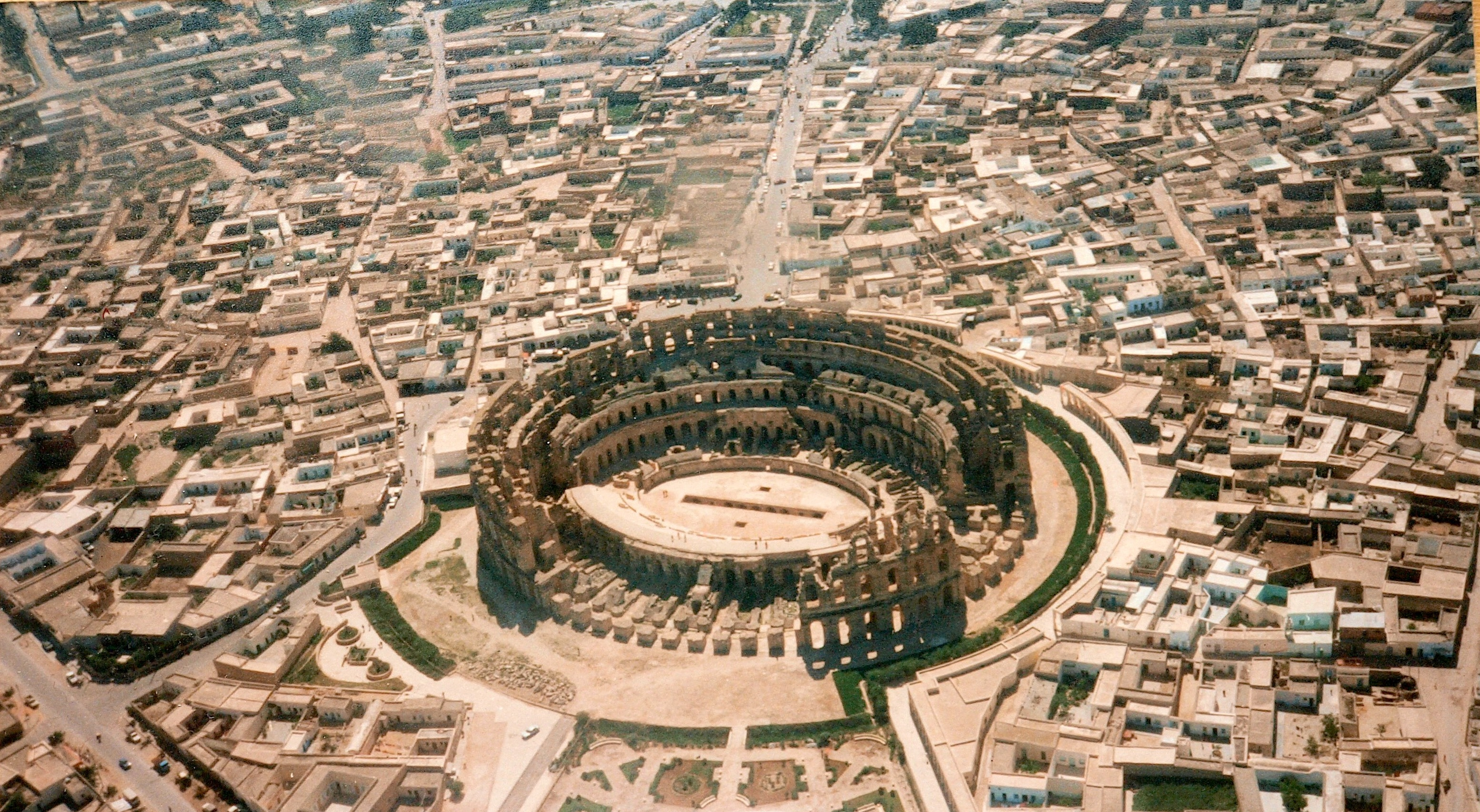
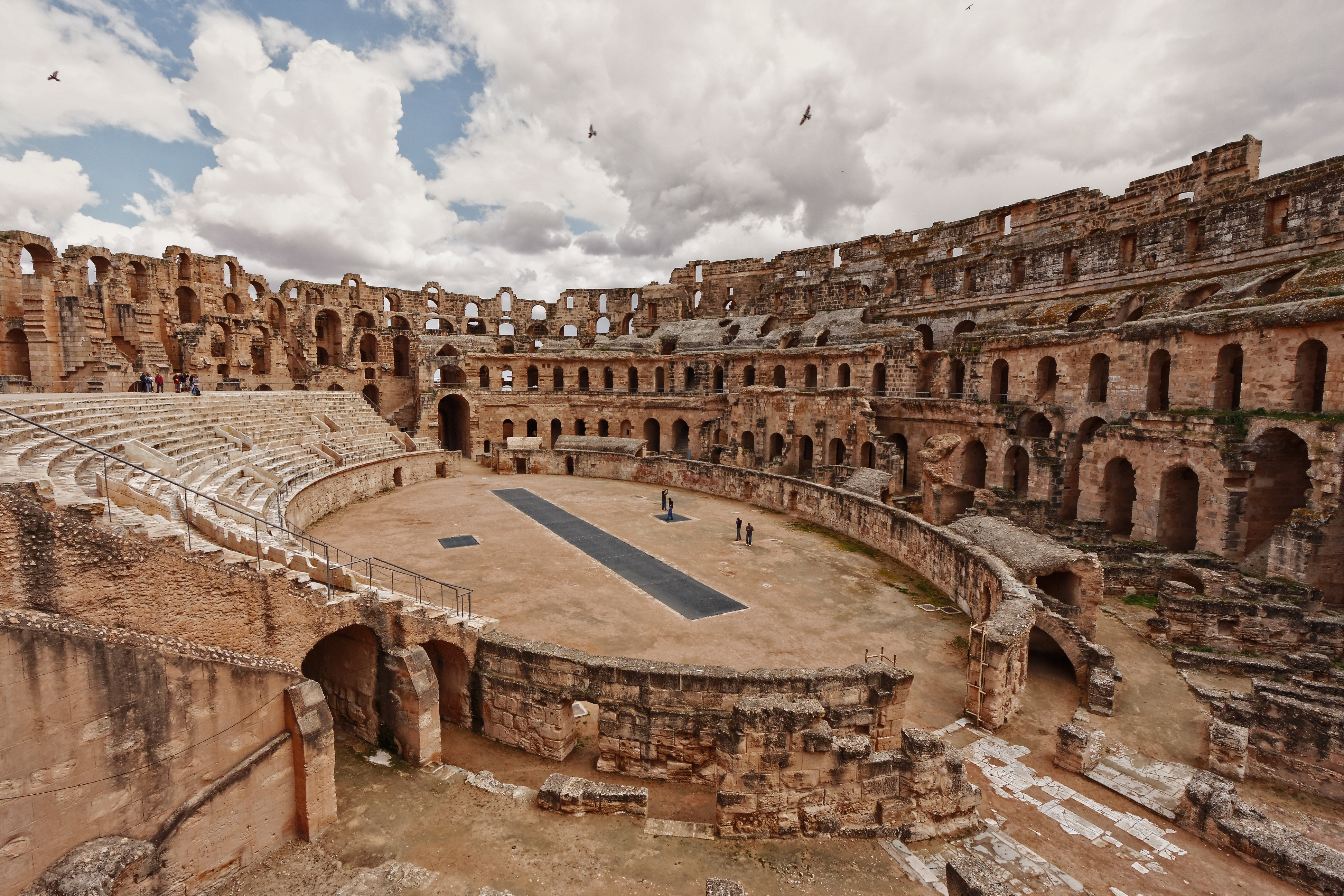
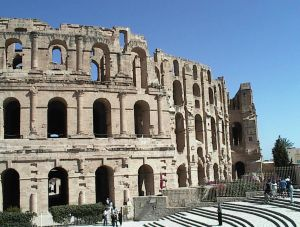

## أعلام
- محمد الناصر
- مهدي مبروك

## مواضيع ذات صلة
- المهرجان الدولي للموسيقى السمفونية بالجم
- قصر الجم